# پسماند زیست‌تجزیه‌پذیر
پسماند زیست‌تجزیه‌پذیر یا زباله‌های زیست‌تخریب‌پذیر (به انگلیسی: Biodegradable waste)، به مواد آلی در داخل پسماندها گفته می‌شوند که پس از مصرف می‌توانند به کربن‌دی‌اکسید، آب، متان، کود، و مولکول‌های آلی ساده تجزیه گردند. این فرایند توسط میکروارگانیسم‌ها و دیگر جانداران زنده و از طریق فرآیندهایی مانند کمپوست، گوارش هوازی، گوارش بی‌هوازی یا فرآیندهای مشابه امکان‌پذیر است.
در جمع‌آوری زباله‌های خانگی، دامنه زباله‌های زیست‌تجزیه‌پذیر ممکن است محدود شوند تا تنها آن دسته از زباله‌های تجزیه‌پذیری را که می‌توانند در تأسیسات محلی حمل و نقل زباله جابجا شوند، شامل شود. همین امر سبب می‌شود تا دسته گسترده‌ای از این پسماندها، بلااستفاده مانده و مورد استفاده قرار نگیرند؛ برای رفع این مشکل، در بسیاری از مناطق مدیریت پسماند محلی، برنامه‌های مربوط به دسته‌بندی زباله‌های زیست تخریب‌پذیر برای کمپوست‌سازی یا دیگر راهبردهای ارزش‌گذاری زباله را ادغام می‌کنند، که در آن زباله‌های زیست‌تخریب‌پذیر برای محصولات دیگر، مورد استفاده دوباره قرار بگیرند؛ برای نمونه می‌توان به استفاده از زباله‌های کشاورزی برای تولید الیاف یا بیوچار اشاره کرد.
اگر زباله‌های زیست‌تخریب‌پذیر به‌درستی مدیریت نشوند، می‌توانند تأثیرات بزرگی بر تغییرات آب‌وهوا به جا بگذارند، به ویژه که این پسماندها می‌توانند از طریق انتشار متان ناشی از فرآیندهای تخمیر بی‌هوازی که از سوزاندن این پسماندها تولید می‌شوند. روش‌های دیگر برای کاهش این اثرات، کاهش میزان زباله‌های تولیدشده، مانند کاهش ضایعات مواد غذایی است که بخش عظیمی از این پسماندها را شامل می‌شود.

### جمع‌آوری و پردازش پسماندها
در بسیاری از نقاط توسعه یافته جهان، زباله‌های زیست‌تخریب‌پذیر از جریان بقیه زباله‌ها جدا می‌شوند، یا با جمع‌آوری جداگانه از کناره یا با تفکیک زباله پس از جمع‌آوری این امر صورت می‌گیرد. محل جمع‌آوری این زباله‌ها اغلب به عنوان پسماند سبز شناخته می‌شوند. حذف چنین ضایعاتی از جریان بقیه زباله‌ها به میزان قابل توجهی حجم زباله‌ها را برای دفع، کاهش داده و همچنین به زباله‌های زیست‌تخریب‌پذیر اجازه می‌دهد تا به کمپوست تبدیل شوند.
پسماندهای تجزیه‌پذیر می‌توانند از طریق کمپوست‌سازی به کار گرفته شوند یا به عنوان یک منبع برای برای تولید گرما و برق از طریق سوزاندن یا گوارش بی‌هوازی مورد استفاده قرار گیرند.
برای مثال، کمپوگاز سوئیس و AIKAN دانمارک، نمونه‌هایی از شرکت‌هایی هستند که از گوارش بی‌هوازی بر پایه پسماند قابل تجزیه، فرایندهای مختلفی را انجام داده و تلاش می‌کنند تا بهره‌وری مناسبی از این پسماندها داشته باشند.
این نیروگاه‌ها با گوارش بی‌هوازی، مواد مغذی را حفظ کرده و کمپوست را برای اصلاح خاک تولید می‌کنند و برخی از انرژی موجود را به صورت بیوگاز بازیابی می‌کنند. در سال ۲۰۰۹، کمپوگاز ۲۷ میلیون کیلووات‌ساعت برق و بیوگاز تولید کرد.
جالب است بدانید که قدیمی‌ترین کامیون این شرکت در طول ۱۵ سال گذشته با بیوگاز حاصل از پسماند خانگی ۱٬۰۰۰٬۰۰۰ کیلومتر را طی کرده‌است.

### انواع پسماندهای زیست‌تجزیه‌پذیر
مطابق آنچه در بالا گفته شد، پسماندهای قابل تجزیه معمولاً به عنوان پسماند سبز، پسماند غذایی و پلاستیک‌های قابل تجزیه یافته یافت می‌شوند. دیگر پسماندهای قابل تجزیه شامل پسماندهای انسانی، کود، فاضلاب و پسماند کشتارگاه هستند.

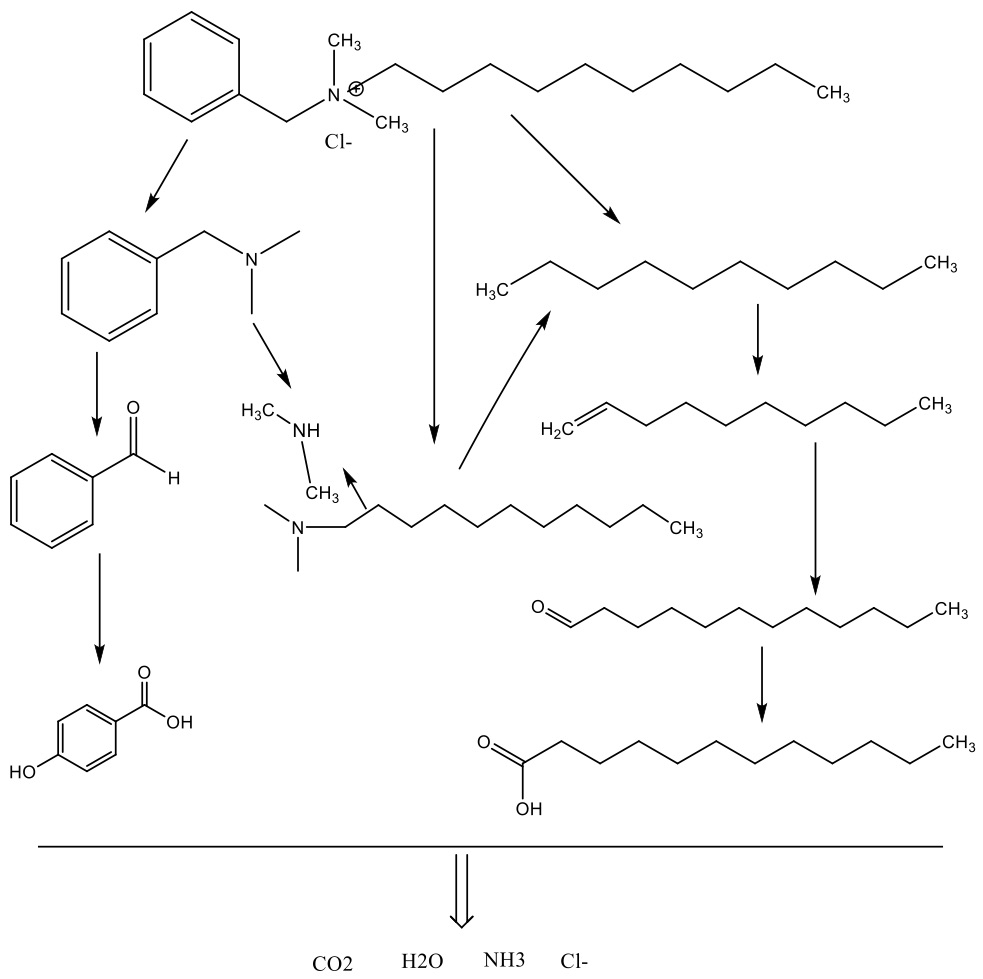
روند زیست‌تخریب‌پذیری BAC

#### پسماند سبز
این پسماندها، به عنوان "پسماند زیست‌شناختی" نیز شناخته می‌شوند و هر گونه پسماند آلی که قابل کمپوست‌سازی باشد را شامل می‌شوند. این نوع پسماندها معمولاً شامل اجزای مختلفی از باغ‌ها مانند برگ یا برش‌های چمن، یا پسماندهای صنعتی یا پسماندهای آشپزخانه‌های خانگی هستند. موادی همچون نخل، گندم، برگ‌های خشک یا حتی کاه، به عنوان پسماند سبز در نظر گرفته نمی‌شوند و به عنوان " پسماند قهوه‌ای" شناخته می‌شوند که دارای غلظت کربن زیادی می‌باشند؛ از طرف دیگر، پسماندهای سبز، دارای نیتروژن در ساختار خود هستند که همین امر، این مواد را از "پسماندهای قهوه‌ای متمایز می‌سازد. پسماندهای سبز همچنین می‌توانند به عنوان یک ابزار جهت افزایش بهره‌وری عملیات کمپوست‌سازی مورد استفاده قرار گیرند و همین‌طور نیز می‌توانند به خاک افزوده شوند تا چرخه مواد مغذی محلی را حفظ کنند. بسیاری از جوامع، به خصوص در انگلستان، برنامه‌های جمع‌آوری پسماند سبز از مدت‌ها پیش آغاز شده‌است تا مقدار آسیب‌های زیست محیطی را کاهش داده و بتوانند بالاترین بهره‌وری را از پسماندها داشته باشند.

#### پلاستیک‌های قابل تجزیه
این نوع پلاستیک‌ها معمولاً با استفاده از فرایندهای شیمیایی، میکروارگانیسم‌ها، مواد خام تجدیدپذیر یا ترکیبی از این سه تولید می‌شوند. پلاستیک‌های قابل تجزیه می‌توانند توسط فعالیت جانداران زنده، معمولاً میکروارگانیسم‌ها، به کربن دی‌اکسید و آب تجزیه گردند.
دو نمونه از پلاستیک‌های زیست‌تخریب‌پذیر عبارتند از: پلاستیک‌های زیست‌تخریب‌پذیر (hydro-biodegradable)OBP و  (oxo-biodegradable)HBP.
هر دو نوع پلاستیک قابل تجزیه، فرایند تجزیه خود را از طریق یک فرایند شیمیایی به نام اکسایش و هیدرولیز آغاز می‌کنند، که سپس توسط یک فرایند زیستی تکمیل می‌شود. در طی این فرایندها، هر دو نوع پلاستیک، کربن دی‌اکسید را به عنوان نتیجه تجزیه خود، تولید می‌کنند. هرچند، نوع دوم، متفاوت از نوع اول، متان نیز تولید می‌کند؛ همچنین نوع دوم، قابلیت بازیافت نیز ندارد.

### اثرات مخرب پسماند زیست‌تخریب‌پذیر
پسماندهای زیست‌تخریب‌پذیر ممکن است به طرق زیر محیط زیست را آلوده کرده و تحت تأثیر قرار دهند:
- به دلیل اینکه مقدار زیادی مواد شیمیایی خطرناک در اطراف زباله‌ها تولید می‌شود، ممکن است خطر ابتلا به بیماری‌های واگیردار را در انسان، گیاهان و حیوانات افزایش دهد.
- هنگام سوختن ممکن است گازهای بدبو ایجاد کنند.
- جمع‌آوری زباله‌ها می‌تواند سبب مشکلاتی چون نفوذ شیرآبهٔ پسماندها به درون زمین و آب‌های زیرزمینی، جمع شدن ناقلانی مانند پشه‌ها و موش‌ها شود که می‌تواند سبب گسترش بیماری‌های واگیردار شود.
- عدم مدیریت زباله‌های زیست‌تخریب‌پذیر ممکن است به اثرات نامطلوب بر آب و هوا منجر شود. به عنوان مثال، انتشار متان از تخمیر بی هوازی، ممکن است منجر به تولید گازهای خطرناک شود.[۸]

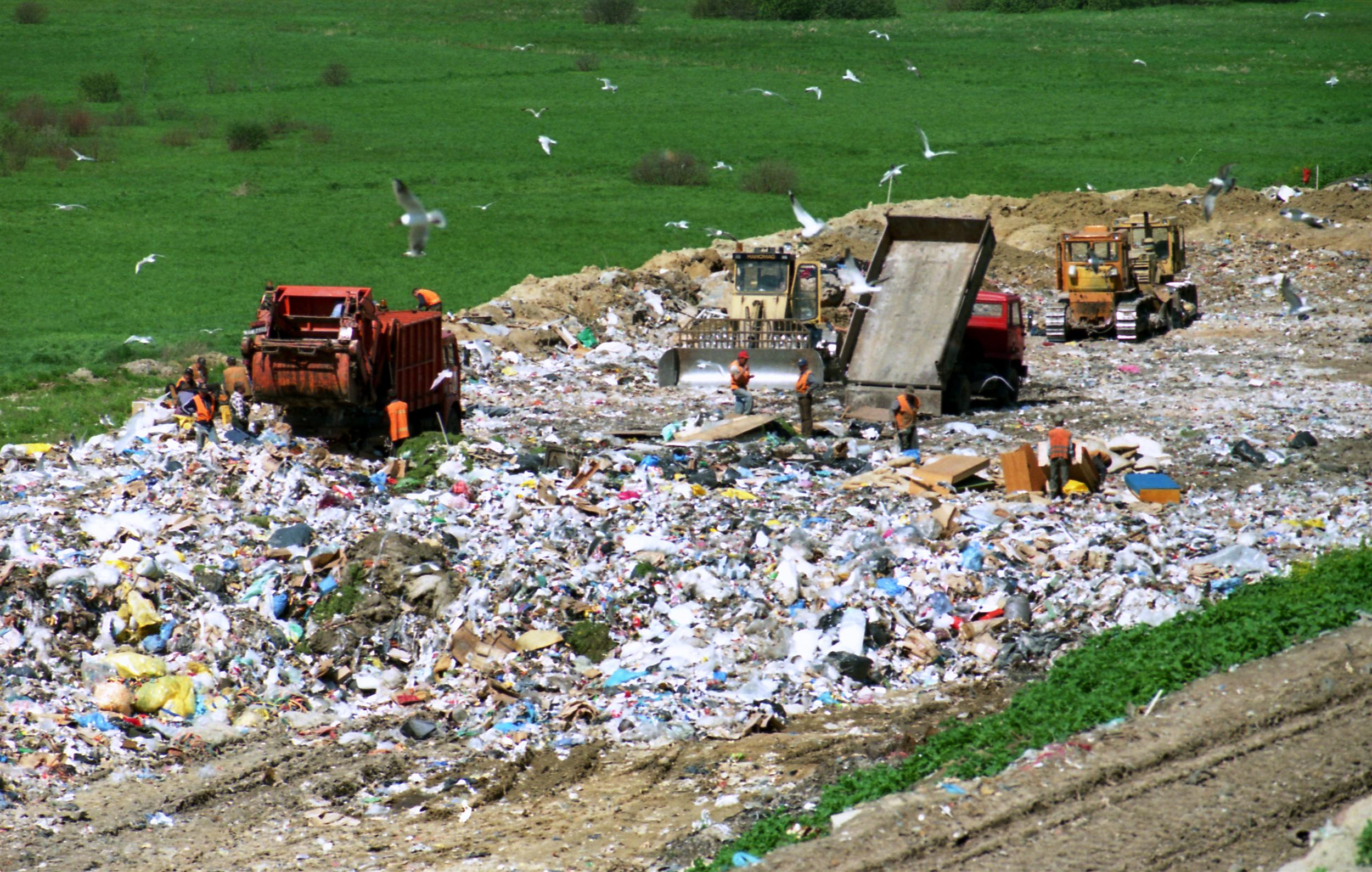
نمونه‌ای از محل دفن پسماندها

### موارد استفاده و کاربرد زباله‌های زیست‌تخریب‌پذیر

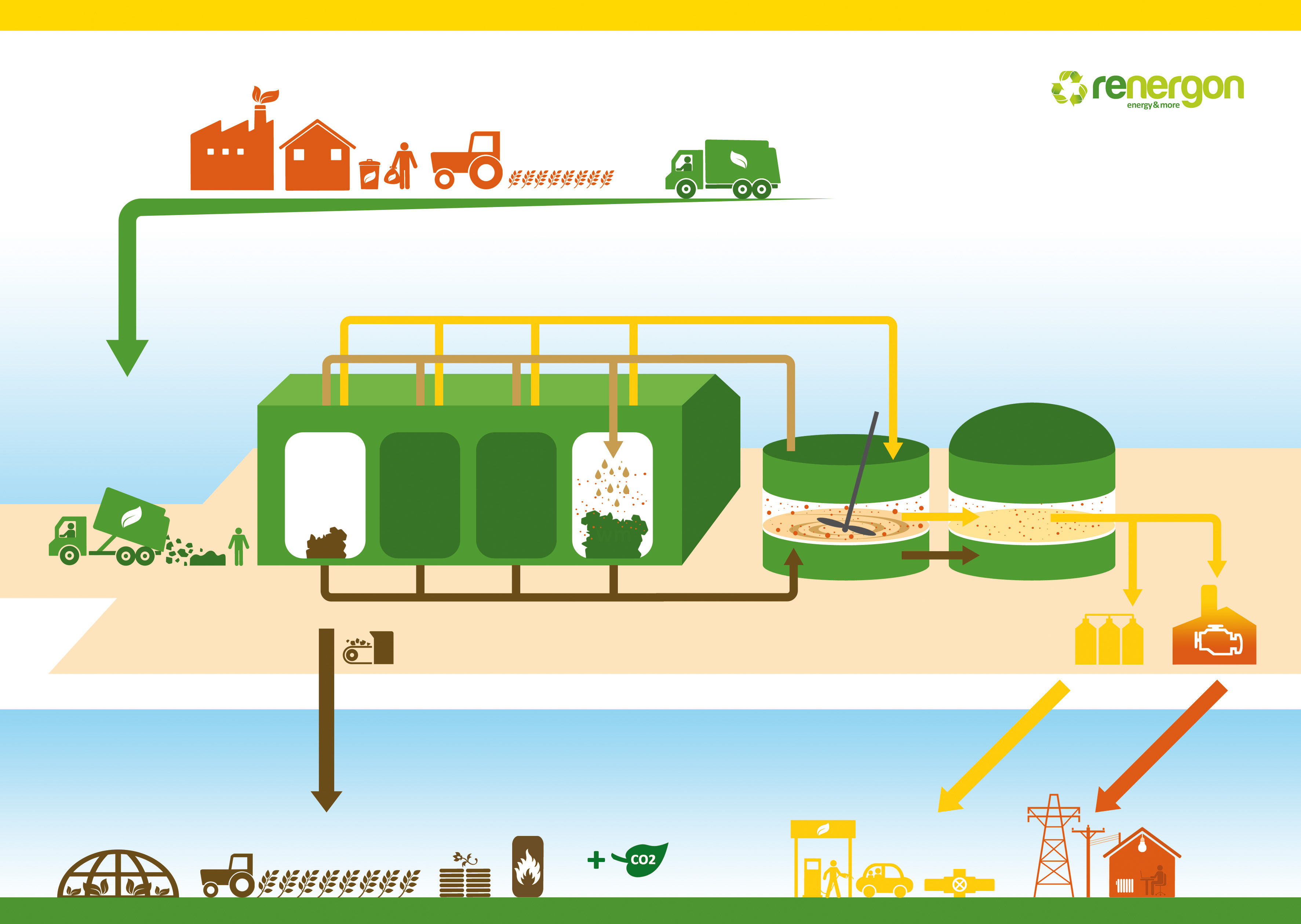
فرایند تولید انرژی از زباله‌های زیست‌تخریب‌پذیر و بیوگاز

هضم بی‌هوازی که برای بازیافت زباله‌های زیست‌تخریب‌پذیر استفاده می‌شود، تجزیه یک ماده جامد غنی از مواد مغذی و آلی و بیوگاز حاوی کربن‌دی‌اکسید و متان را تولید می‌کند؛ اما با این حال، برای سوختن بیوگاز برای تولید برق، نیاز به فرایندهای بیشتری است. از این برق تولید شده، می‌توان برای تأمین انرژی نیروگاه‌ها استفاده کرد. همچنین، می‌توان از این انرژی تولید شده، به عنوان سوخت در حمل و نقل استفاده کرد.
زباله‌های زیست‌تخریب‌پذیر همچنین می‌توانند برای کمپوست‌سازی، به عنوان منبعی برای تولید برق، سوخت و گرما از طریق فرایند هضم بی هوازی یا سوزاندن آن، استفاده شوند.
زباله‌های زیست‌تخریب‌پذیر را می‌توان به آن دسته از زباله‌هایی توصیف کرد که خاستگاه آنها معمولاً گیاهی یا جانوری است که می‌تواند توسط دیگر جانداران زنده مانند میکروارگانیسم‌ها تجزیه شود. آنها معمولاً در زباله‌های جامد شهری مانند زباله‌های سبز، زباله‌های مواد غذایی، زباله‌های کاغذ، پلاستیک‌های زیست‌تخریب‌پذیر و غیره یافت می‌شوند. همچنین، مراحل مختلفی وجود دارد که از طریق آنها می‌توان زباله‌های زیست‌تخریب‌پذیر را مدیریت کرد، مانند جمع‌آوری، حمل و نقل، تصفیه و در نهایت دفع زباله.
زباله‌های زیست‌تخریب‌پذیر انباشته نمی‌شوند، بلکه در مدت زمان کوتاهی مورد استفاده قرار می‌گیرند؛ آنها بخشی از چرخه‌های بیوژئوشیمیایی می‌شوند و سبب افزایش بازده چرخه زیست‌تخریب‌پذیری می‌گردد.